# Druhá vláda Konrada Adenauera

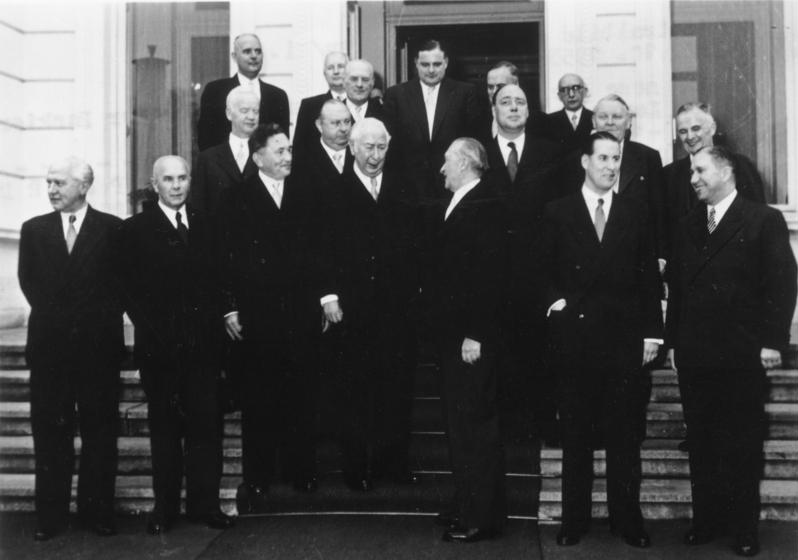
Druhý Adenauerův kabinet (22. 10. 1953): v 1. řadě: Schäfer, Kaiser, Storch, spolkový prezident Heuss, Adenauer, Schröder, Kraft; v 2. řadě: Lübke, Hellwege, Preusker, Erhard.

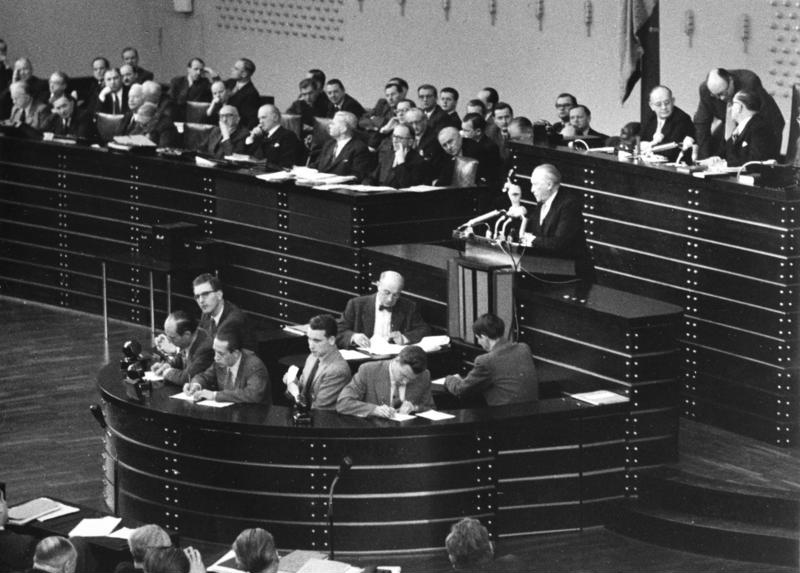
Konrad Adenauer ve Spolkovém sněmu 25. února 1955 při druhém čtení Pařížských smluv, které roku 1954 potvrdily status Západního Německa.

Druhá vláda Konrada Adenauera byla vláda SRN v období Západního Německa, působila od 20. října 1953 do 29. října 1957. Byla zformována po federálních volbách v roce 1953. Tvořila ji koalice liberálně konzervativní křesťanskodemokratické CDU/CSU, liberální středo-pravicové FDP (jejíž ministři se později stali členy FVP, která se z FDP odštěpila) a pravicové DP. Ve vládě byli původně i členové strany odsunutých Němců BHE, kteří následně přešli k CDU.

## Seznam členů vlády
| Portfej                                                                                                | Ministr                                               | Strana | Strana                     |
| --- | ----------------------------------------------------- | ------ | -------------------------- |
| Spolkový kancléř                                                                                       | Konrad Adenauer                                       |        | CDU                        |
| Zástupce spolkového kancléře                                                                           | Franz Blücher                                         |        | FDP od 26. června 1956 FVP |
| Ministr zahraničních věcí                                                                              | Konrad Adenauer do 6. června 1955                     |        | CDU                        |
| Ministr zahraničních věcí                                                                              | Heinrich von Brentano od 6. června 1955               |        | CDU                        |
| Ministr vnitra                                                                                         | Gerhard Schröder                                      |        | CDU                        |
| Ministr spravedlnosti                                                                                  | Fritz Neumayer do 16. října 1956                      |        | FDP od 26. června 1956 FVP |
| Ministr spravedlnosti                                                                                  | Hans-Joachim von Merkatz od 16. října 1956            |        | DP                         |
| Ministr financí                                                                                        | Fritz Schäffer                                        |        | CSU                        |
| Ministr hospodářství                                                                                   | Ludwig Erhard                                         |        | CDU                        |
| Ministr výživy, zemědělství a lesů                                                                     | Heinrich Lübke                                        |        | CDU                        |
| Ministr práce                                                                                          | Anton Storch                                          |        | CDU                        |
| Ministr obrany od 7. června 1955                                                                       | Theodor Blank do 16. října 1956                       |        | CDU                        |
| Ministr obrany od 7. června 1955                                                                       | Franz Josef Strauß od 16. října 1956                  |        | CSU                        |
| Ministr dopravy                                                                                        | Hans-Christoph Seebohm                                |        | DP                         |
| Ministr pošt a spojů                                                                                   | Hans Schuberth do 9. prosince 1953                    |        | CSU                        |
| Ministr pošt a spojů                                                                                   | Siegfried Balke od 9. prosince 1953 do 16. října 1956 |        | CSU                        |
| Ministr pošt a spojů                                                                                   | Ernst Lemmer od 15. října 1956                        |        | CSU                        |
| Ministr bytové výstavby                                                                                | Victor-Emanuel Preusker                               |        | FDP od 26. června 1956 FVP |
| Ministr pro záležitosti odsunutých od 1. února 1954: Ministr pro odsunuté, uprchlíky a zasažené válkou | Theodor Oberländer                                    |        | BHE od 20. března 1956 CDU |
| Ministr pro celoněmeckou problematiku                                                                  | Jakob Kaiser                                          |        | CDU                        |
| Ministr pro záležitosti Spolkové rady                                                                  | Heinrich Hellwege do 26. května 1955                  |        | DP                         |
| Ministr pro záležitosti Spolkové rady                                                                  | Hans-Joachim von Merkatz od 8. června 1955            |        | DP                         |
| Ministr pro jadernou otázku od 20. října 1955                                                          | Franz Josef Strauß do 16. října 1956                  |        | CSU                        |
| Ministr pro jadernou otázku od 20. října 1955                                                          | Siegfried Balke od 16. října 1956                     |        | CSU                        |
| Ministr pro rodinné záležitosti                                                                        | Franz-Josef Wuermeling                                |        | CDU                        |
| Ministr pro hospodářskou spolupráci                                                                    | Franz Blücher                                         |        | FDP od 26. června 1956 FVP |
| Ministr pro zvláštní úlohy                                                                             | Robert Tillmanns do 12. listopadu 1955                |        | CDU                        |
| Ministr pro zvláštní úlohy                                                                             | Waldemar Kraft od 16. října 1956                      |        | BHE od 20. března 1956 CDU |
| Ministr pro zvláštní úlohy                                                                             | Hermann Schäfer od 16. října 1956                     |        | FDP od 26. června 1956 FVP |
| Ministr pro zvláštní úlohy                                                                             | Franz Josef Strauß od 12. října 1955                  |        | CSU                        |